# Bombay Jayashri

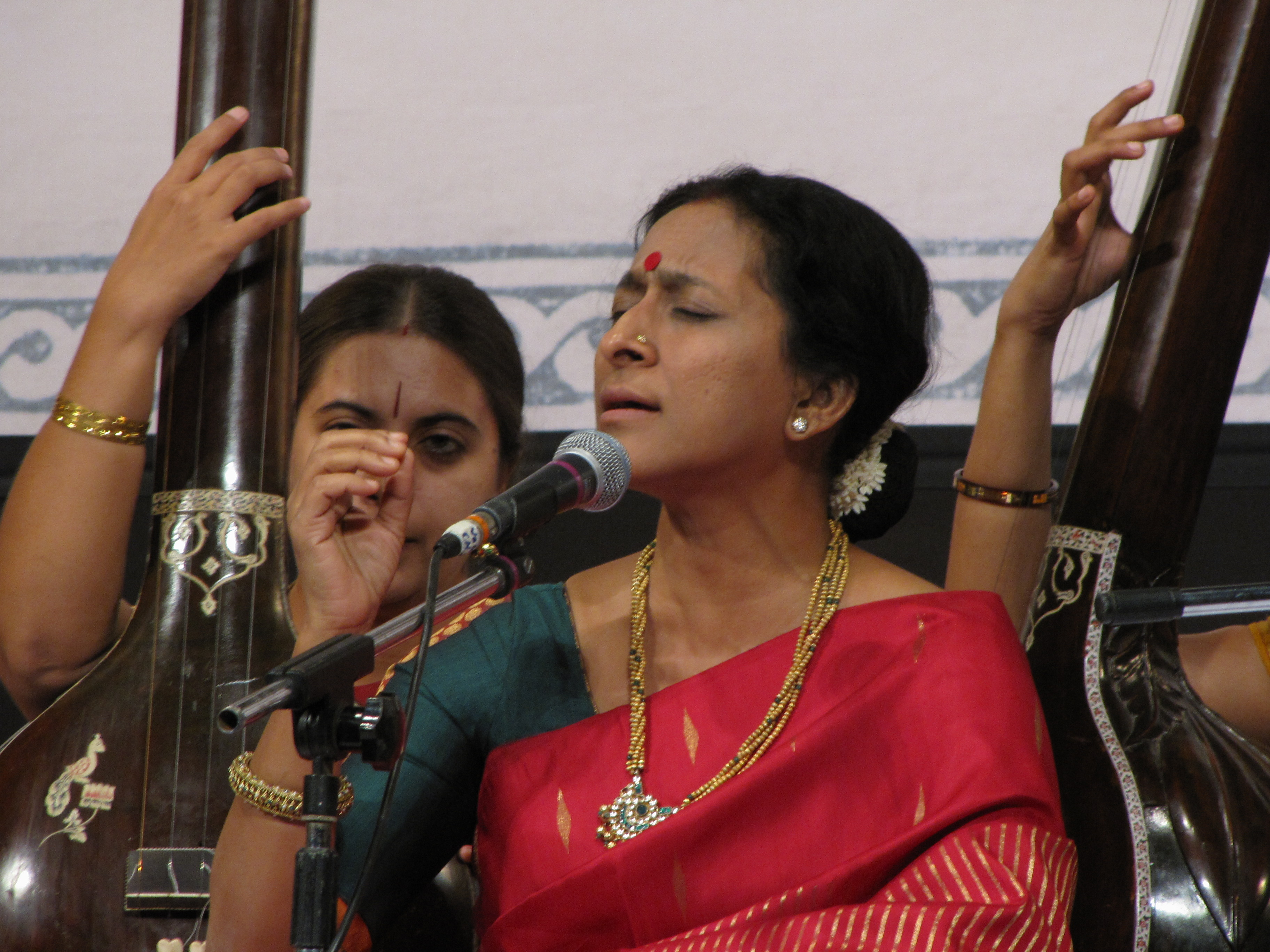
Bombay Jayashree em um concerto

Bombay Jayashri é uma vocalista e compositora indiana. Como reconhecimento, foi nomeada ao Oscar 2013 na categoria de Melhor Canção Original por "Pi's Lullaby" de Life of Pi.